# Karnice (gmina)

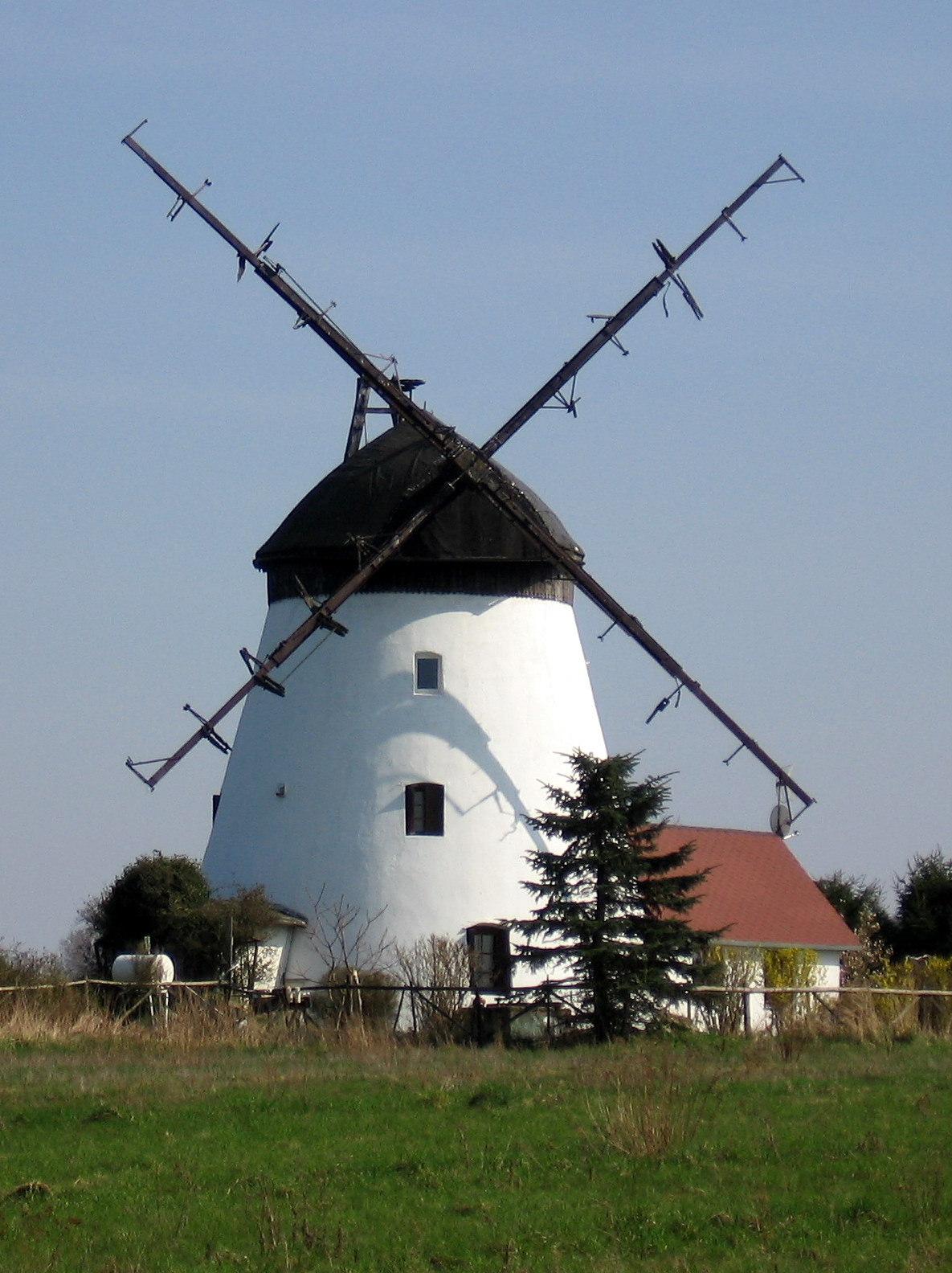
Zabytkowy wiatrak w Lędzinie

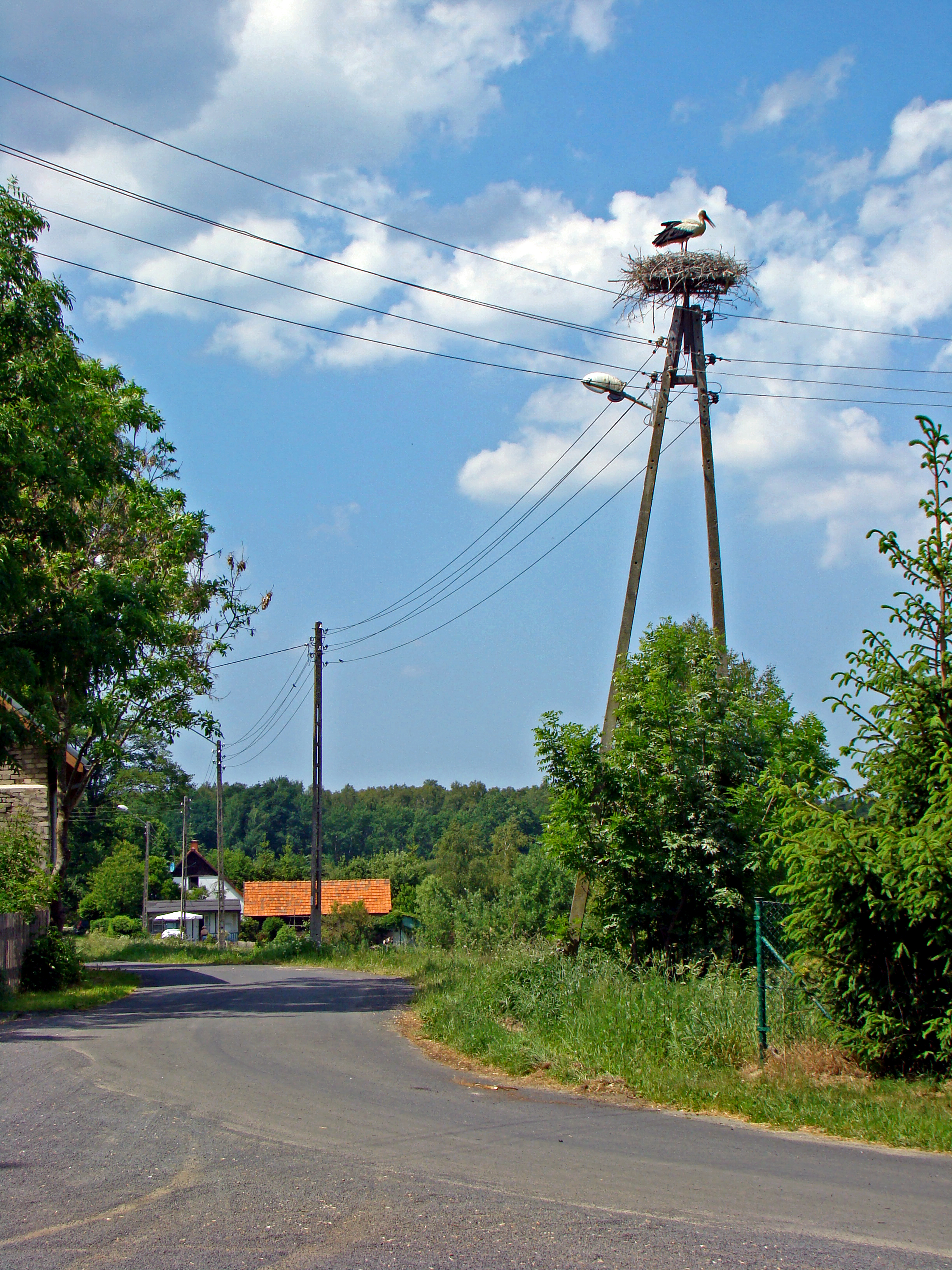
Na terenie gminy – Wieś Niczonów, w tle Niczonowska Puszcza

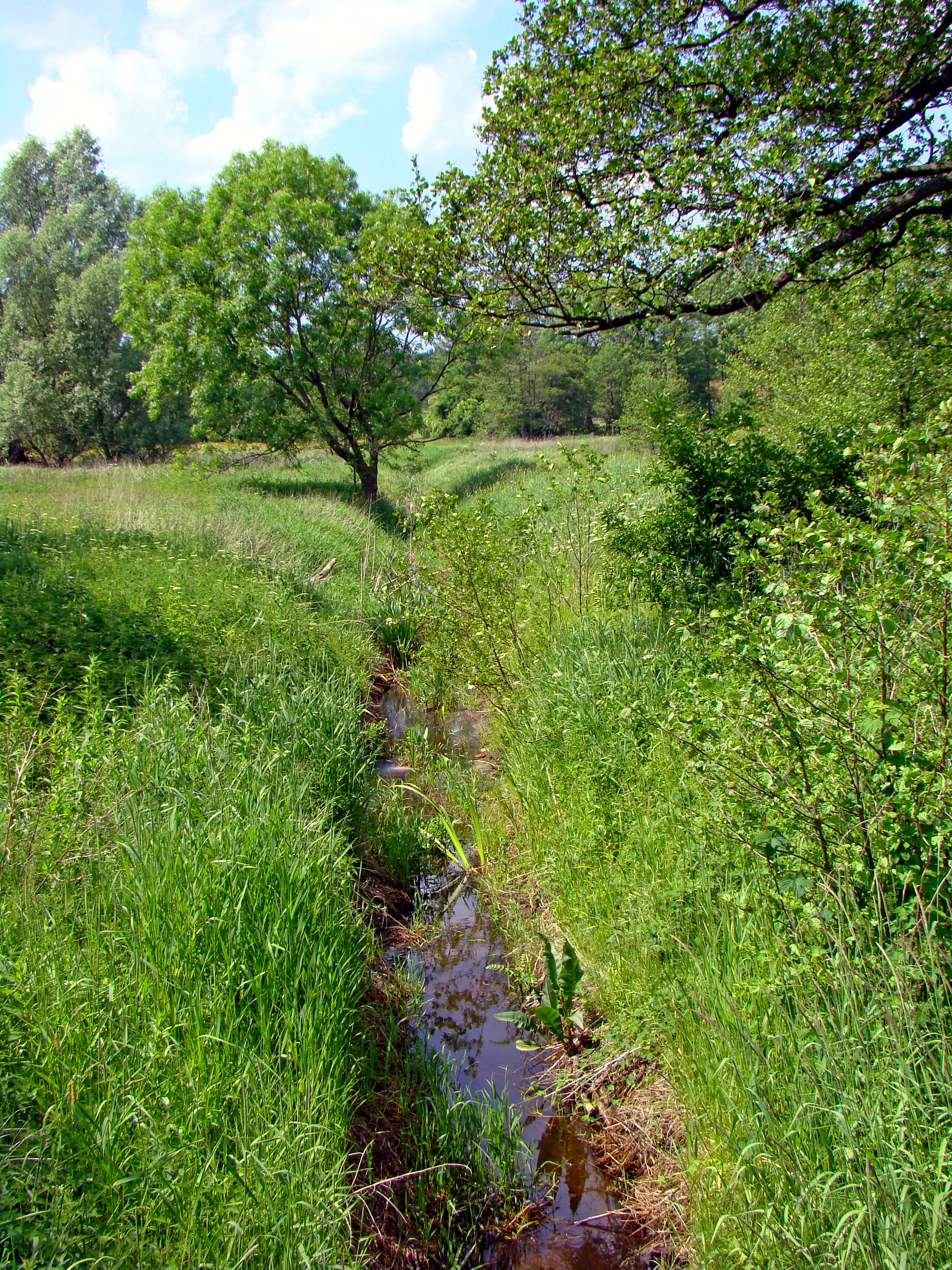
Północna część gminy – Janica w Niczonowie, w tle Niczonowska Puszcza

Karnice – gmina wiejska w północno-zachodniej Polsce, w zachodniej części woj. zachodniopomorskiego, w powiecie gryfickim, położona na Pobrzeżu Szczecińskim. Siedzibą gminy jest wieś Karnice.
Według danych z 31 grudnia 2016 r. gmina miała 4086 mieszkańców.
Miejsce w województwie (na 114 gmin): powierzchnia 79., ludność 90.

## Położenie
Gmina znajduje się w północno-zachodniej Polsce, w woj. zachodniopomorskim, w zachodniej części powiatu gryfickiego, położona na Pobrzeżu Szczecińskim. Gmina leży na Równinie Gryfickiej i Wybrzeżu Trzebiatowskim. Od Morza Bałtyckiego jest oddzielona ok. 3-kilometrowym pasem (gmina Rewal).
Według danych z 1 stycznia 2009 powierzchnia gminy wynosi 133,12 km². Gmina stanowi 13,1% powierzchni powiatu.
Sąsiednie gminy:
- Gryfice, Rewal i Trzebiatów (powiat gryficki)
- Świerzno (powiat kamieński)

Do 31 grudnia 1998 r. wchodziła w skład województwa szczecińskiego.

## Demografia
Według danych z 31 grudnia 2016 r. gmina miała 4086 mieszkańców. Gminę zamieszkuje 6,7% ludności powiatu gryfickiego.

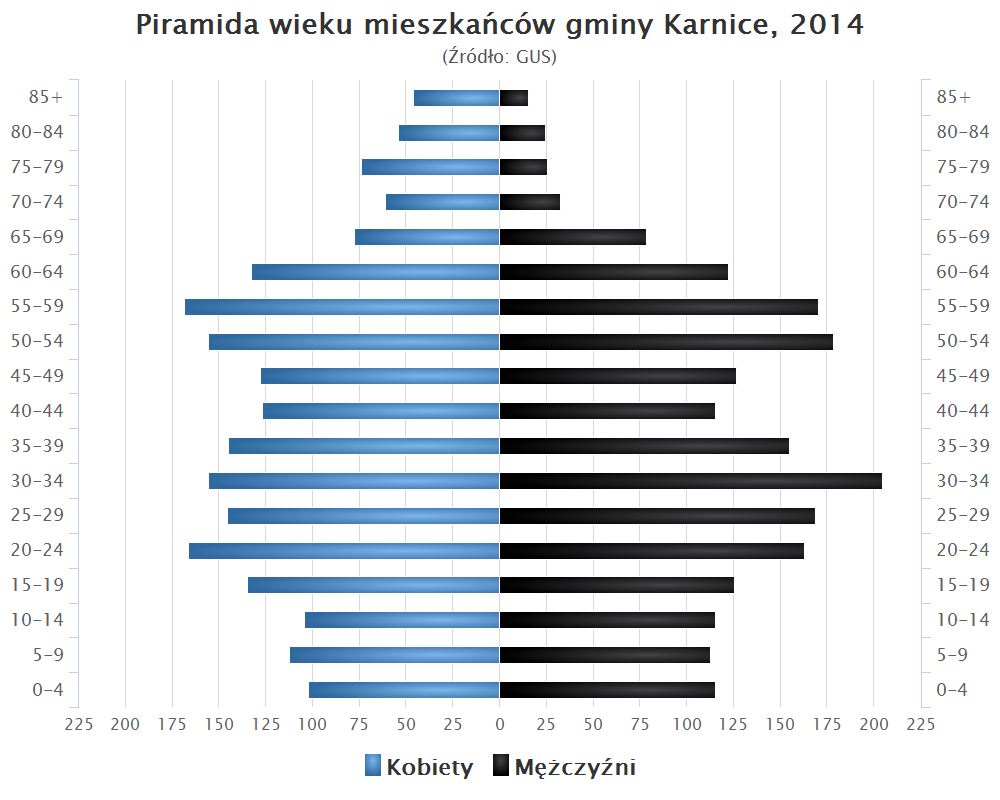
Piramida wieku mieszkańców gminy Karnice w 2014 roku

Dane z 31 grudnia 2016 r.:
| Opis      | Ogółem | Ogółem | Kobiety | Kobiety | Mężczyźni | Mężczyźni |
| --------- | ------ | ------ | ------- | ------- | --------- | --------- |
| Jednostka | osób   | %      | osób    | %       | osób      | %         |
| Populacja | 4086   | 100    | 2064    | 50,51   | 2022      | 49,49     |

## Przyroda i turystyka
Z Pobierowa do Dreżewa prowadzi niebieski szlak turystyczny "Pobrzeża Rewalskiego". Przez gminę prowadzi także Gryficka Kolej Wąskotorowa. Tereny leśne zajmują 13% powierzchni gminy, a użytki rolne 77%.

## Komunikacja
Przez gminę prowadzą drogi wojewódzkie: nr 110, łącząca Karnice z Lędzinem (5 km) i przez Cerkwicę (5 km) do Gryfic (19 km), nr 103 łącząca Cerkwicę z Trzebiatowem (12 km) i przez Świerzno (10 km) do Kamienia Pomorskiego (24 km) oraz nr 102 z Lędzina przez Rewal (5 km) do Dziwnówka (20 km) oraz do Trzebiatowa (14 km).
Karnice uzyskały połączenie kolejowe w 1906 r. po wybudowaniu linii kolejowej z Kamienia Pomorskiego do Trzebiatowa, w 1945 r. została ona rozebrana. 10 lat przed linią normalnotorową (w 1896 r.) wybudowano linię kolei wąskotorowej o szerokości 750 mm z Gryfic Wąsk. do Niechorza. W 1900 r. zmieniono szerokość toru na 1000 mm, a w 1913 r. linię wydłużono do Trzebiatowa Wąsk. W 1999 r. zamknięto odcinek Pogorzelica Gryficka – Trzebiatów Wąsk. Obecnie w gminie czynne są 4 stacje: Modlimowo, Paprotno, Karnice Wąsk. i Dreżewo.
W gminie czynne są 2 urzędy pocztowe: Cerkwica (nr 72-342) i Karnice (nr 72-343).

## Zabytki
- neoklasycystyczny dwór rodziny von Sydow z przełomu XIX i XX wieku w Cerkwicy
- neogotycki pałac Dreżewie (XIX w.) w
- kościół w Konarzewie (1889 r.)
- kamienna studnia św. Ottona z XII wieku, a przy niej pomnik z XIX wieku upamiętniający chrzest Pomorzan w 1124 roku.
- zabytkowy wiatrak holenderski z końca XIX wieku w Lędzinie[4].

## Miejscowości
Na obszarze gminy Karnice znajduje się 31 miejscowości.
WsieCerkwica, Ciećmierz, Czaplin Mały, Czaplin Wielki, Dreżewo Morskie, Drozdowo, Janowo, Karnice, Konarzewo, Kusin, Lędzin, Modlimowo, Niczonów, Ninikowo, Paprotno, Pogorzelica, Skalno, Trzeszyn, Węgorzyn.
OsadyCzaplice, Dreżewo, Gocławice, Gościmierz, Mojszewo, Niedysz, Niwy, Skrobotowo
PrzysiółkiDrozdówko, Mojszewko, Witomierz, Zapole

## Administracja
W 2016 r. wykonane wydatki budżetu gminy wynosiły 15,6 mln zł, a dochody budżetu 15,9 mln zł. Zobowiązania samorządu (dług publiczny) według stanu na koniec 2016 r. wynosiły 7,5 mln zł, co stanowiło 46,8% poziomu dochodów.
Gmina Karnice utworzyła 16 jednostek pomocniczych gminy, będących sołectwami.
SołectwaCerkwica, Ciećmierz, Czaplin Mały, Czaplin Wielki, Drozdowo, Janowo, Karnice, Konarzewo, Kusin-Skrobotowo, Lędzin, Modlimowo, Niczonów, Ninikowo, Paprotno, Skalno i Trzeszyn-Węgorzyn.
Gmina Karnice jest obszarem właściwości Sądu Rejonowego w Gryficach i Sądu Okręgowego w Szczecinie. Gmina (właśc. powiat gryficki) jest obszarem właściwości miejscowej Samorządowego Kolegium Odwoławczego w Szczecinie.
Mieszkańcy gminy Karnice razem z mieszkańcami gminy Gryfice wybierają 9 radnych do Rady Powiatu Gryfickiego i radnych do Sejmiku Województwa Zachodniopomorskiego w okręgu nr 2. Posłów na Sejm wybierają z okręgu wyborczego nr 41, senatora z okręgu nr 98, a posłów do Parlamentu Europejskiego z okręgu nr 13.

## Miasta partnerskie
- Burkhardtsdorf